# Genesis (двигател на Ямаха)
Genesis е двигател проектиран от Ямаха Мотър Къмпани (Yamaha Motor Corporation), който дебютира през 1984 г. при модела Yamaha FZ750.
Двигателят е тип DOHC (Double Over-Head Camshaft) и използва пет клапана на цилиндър с цилиндрова група наклонена на 45 градуса. Използва downdraft карбуратор вместо странично вкарващ въздух (side draft), който е основно използван по това време.
Същият двигател е използван и при YAMAHA FZX700, „гол“ мотор, който е представен в САЩ пред 1986 г. Действително двигателят бил 750 куб. см. [FZ750], но поради вносните органичения 700 куб. см. бил значително по-евтин и ето защо го произвеждали.
Повече от десет години до модела от 2007 Yamaha YZF-R1 е използвала глава с по 5 клапана на цилиндър и всмукателна система тип downdraft.
Гъвкавият дизайн на двигателя позволява на YAMAHA да го използва в много различни конфигурации от спортни мотоциклети до високо продуктивни извънбордови двигатели.
Когато двигателят видял бял свят, той използвал downdraft карбуратори като входно ниво за спортния FZ750, на база на 20-клапанна конфигурация, използваща 3 всмукателни и 2 изпускателни клапана на цилиндър. Двигателят еволюирал в различни мотоциклети, които YAMAHA е използвала през последните няколко години, за да попълни различните видове пазари. От суперспортните Yamaha YZF-R6 и Yamaha YZF-R1, използващи елетронно впръксване на горивото със системите YCCT и YCCI до по-малко екстремните, но мощни Yamaha FZ 6 и FZ1 Fazer, използващи по-просто впръксване на горивото, но същия тип двигатели. Най-значителната промяна била конфигурацията с по четири клапана на цилиндър и кръстообразния колянов вал открит при YZF-R1 2009. Също така и променените стоманени ръкави на цилиндрите дали голям напредък, който допринася за повече прецизност и издръжливост на висока температура. Постигайки висок успех за своя дълъг живот и голяма надеждност.
Този двигател е използван, също така и за висококласни видове лодки с извънбордови двигател.
Заради своята висока продуктивност (обичайно от 100 к.с. до 350 к.с.), двигателят е бил използван също и в самолетите използвани за любителска авиация като Autogyro, правейки ги достъпно решение за високопроизводителни жирокоптери.
|  | Тази страница частично или изцяло представлява превод на страницата Yamaha_Genesis_engine в Уикипедия на английски. Оригиналният текст, както и този превод, са защитени от Лиценза „Криейтив Комънс – Признание – Споделяне на споделеното“, а за съдържание, създадено преди юни 2009 година – от Лиценза за свободна документация на ГНУ. Прегледайте историята на редакциите на оригиналната страница, както и на преводната страница, за да видите списъка на съавторите. ВАЖНО: Този шаблон се отнася единствено до авторските права върху съдържанието на статията. Добавянето му не отменя изискването да се посочват конкретни източници на твърденията, които да бъдат благонадеждни. |